# Butthole Surfers

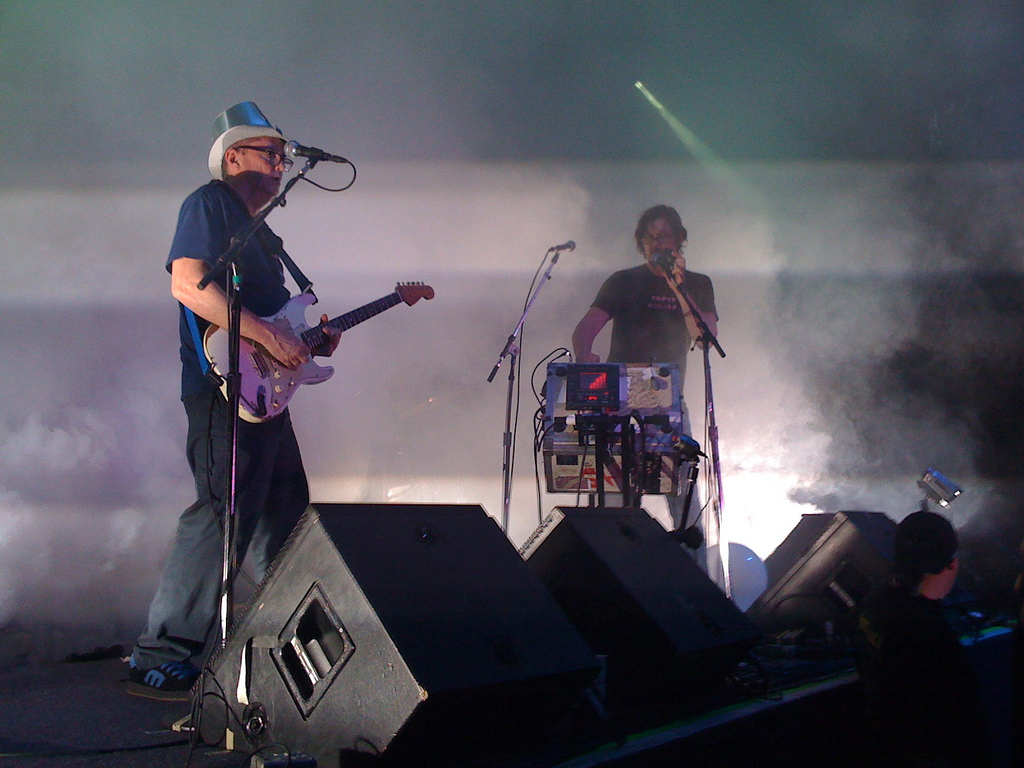
Butthole Surfers

Butthole Surfers is een punkrock-band uit Texas, opgericht in 1981 door Gibby Haynes en Paul Leary.

## Discografie

### Albums
- Psychic... Powerless... Another Man's Sac (1984)
- Rembrandt Pussyhorse (1986)
- Locust Abortion Technician (1987)
- Hairway to Steven (1988)
- pioughd (1991)
- Independent Worm Saloon (1993)
- Electriclarryland (1996)
- After the Astronaut (1998)
- Weird Revolution (2001)

### Ep's
- Butthole Surfers '(ook bekend als Brown Reason to Live) (1983)
- Cream Corn from the Socket of Davis (1985)
- Widowermaker (1989)
- The Hurdy Gurdy Man (1990)

### Live
- Live PCPPEP (1984)
- Double Live (1989)
- The Hole Truth... and Nothing Butt (1995)
- Humpty Dumpty LSD (2002)
- Butthole Surfers/Live PCPPEP (2003)